# Newport (Shropshire)
Newport é uma pequena cidade comercial no distrito de Telford and Wrekin e no condado de Shropshire, Inglaterra.

## Descrição
Newport é uma pitoresca cidade comercial no centro de uma área rural. Situada a 16 Km de New Town, Newport foi planejada para ser uma nova cidade do século XII, fundada durante o reinado de Henrique I. A rua principal, projetada para seus mercados, é atravessada por pequenas ruas em ângulo reto, típico das cidades planejadas normandas. Por causa da passagem do tempo e de um grande incêndio ocorrido em 1655 restam apenas poucos prédios medievais. Em compensação, ainda existem muitas fachadas em estilo de regência e da arquitetura georgiana.
A cidade está localizada próxima do lago Aqualate Mere e sobre um tergo de arenito. No fim da era do gelo, a área em torno de Newport transformou-se num grande lago, Lago Lapworth, formado pelo derretimento de uma geleira e cobrindo uma grande área de North Shropshire. Neta época, homens silvícolas pescaram aqui e foram encontrados duas canoas 1,6 km de Newport. Uma delas foi preservada e encontra-se na Harper Adams University College.
Newport foi uma cidade planejada por normandos e construída ao lado de Edgmond, recebeu o nome de Novo Burgo e teve o primeiro título de mercado de Henrique I. Na época medieval, Newport cresceu com o comércio de couro, lã e peixe.

## Cidadãos notáveis
- Ryan Palmer - Campeão de xadrez.
- Oliver Joseph Lodge (1851-1940) – Físico inventor da vela de ignição para motores de combustão interna.
- James Edward Quibell - (1867-1935) Famoso egiptólogo.
- Percy John Heawood - (1861-1955) Notável matemático.